# Болл, Ллой
Ллой Болл (англ. Lloy James Ball; 17 февраля 1972 года, Форт-Уэйн, Индиана) — американский волейболист, связующий, олимпийский чемпион. Единственный игрок сборной США, принимавший участие на четырёх олимпийских турнирах. В 2008—2011 годах капитан казанского «Зенита».

## Биография
Спортивная карьера Ллоя Болла началась в команде университета Пердью в Форт-Уэйне, которую тренировал его отец, Эрни Болл. Ллой считался одним из самых перспективных игроков студенческой лиги и в 1991 году был назван новичком года. В юности спортсмен параллельно с волейболом также играл в баскетбол и даже привлёк к себе внимание Бобби Найта, знаменитого тренера команды штата Индиана. Однако, пожертвовав возможной карьерой в НБА, Ллой всё-таки остался в команде своего отца.
В 1989 году 17-летний Ллой Болл провёл свой первый матч за сборную США, став самым молодым дебютантом американской команды за всю её историю. В 1994 году он вошёл в основной состава сборной, выиграл бронзу чемпионата мира в Греции и серебряную медаль на Панамериканских играх-1995. В 1996 году Болл впервые принял участие на Олимпийских играх, после которых начинал профессиональную клубную карьеру — сначала в Японии, затем в Италии.
В 2004 году, после завершения третьей для Ллоя Болла Олимпиады, где сборная США заняла 4-е место, американский связующий объявил о завершении карьеры в сборной, но вместе со своими партнёрами по национальной команде Клейтоном Стэнли и Томом Хоффом начал выступления за греческий «Ираклис». Эта команда два раза становилась финалистом Лиги чемпионов, оба раза обыгрывая в полуфиналах «Локомотив-Белогорье» (В 2003 году Болл в составе «Модены» проиграл белгородцам в финальном матче Лиги.) Благодаря этим играм американские волейболисты стали популярны в России, и в 2006 году Болл и Стэнли приняли предложение клуба «Динамо-Таттрансгаз». Коллекция наград Ллоя Болла пополнялась с каждым годом: в 2007-м были выиграны чемпионат и Кубок России, в 2008-м Ллой Болл с четвёртой попытки стал победителем Лиги чемпионов.
Тем временем сборная США без Ллоя Болла не показывала высоких результатов. Чемпионат мира 2006 года американцы завершили вовсе на 10-м месте. Не всегда надёжная игра молодого Кевина Хансена и травма считавшегося в то время основным связующим американской сборной Дональда Сужо побудили тренера сборной США Хью Маккатчена обратиться к Боллу с просьбой вернуться в сборную. После трёхлетнего отсутствия в сборной США Ллой Болл вновь стал её капитаном и подлинным лидером. В сентябре 2007 года он был признан самым ценным игроком и лучшим связующим континентального чемпионата; в ноябре того же года сборная США заняла четвёртое место на Кубке мира, в последний день турнира проиграв бронзу и путёвку на Олимпиаду в Пекин команде России.
Перед стартом олимпийского отборочного турнира в Пуэрто-Рико в газете USA Today вышла статья под заголовком «Олимпийские надежды США вновь в руках ветерана». Игрок полностью оправдал такое доверие. Сезон 2008 года стал для американской сборной абсолютно триумфальным — впервые сборная США выиграла Мировую лигу, а затем завоевала золото на Олимпийских играх в Пекине. Колоссальный опыт и выдающееся мастерство Ллоя Болла по мнению многих специалистов явилось главным фактором успешного выступления команды Хью Маккатчена. Четвёртая Олимпиада стала последней для Болла, снова объявившего о завершении карьеры в сборной США.
В 2008—2011 годах Ллой Болл выполнял функции капитана казанского «Зенита», по итогам чемпионата России-2008/09 признан лучшим игроком, став вторым в истории иностранцем, награждённым призом памяти Андрея Кузнецова. В 2011 году в четвёртый раз выиграл золото национального чемпионата и установил рекорд по количеству титулов чемпиона России среди всех иностранных игроков, когда-либо игравших в Суперлиге. В сезоне 2011/12 годов выступал за уфимский «Урал».

## Карьера
- 1990—1996 и 1999/2000 — «Университет Пердью» (Форт-Уэйн, США)
- 1996—1999 — «Торэй Эрроуз» (Мисима, Япония)
- 2000—2004 — «Модена» (Италия)
- 2004—2006 — «Ираклис» (Салоники, Греция)
- 2006—2011 — «Динамо-Таттрансгаз», «Зенит» (Казань, Россия)
- 2011—2012 — «Урал» (Уфа, Россия)[7]

## Достижения

### Со сборной США
- Участник Олимпийских игр (1996, 2000, 2004, 2008).
- Олимпийский чемпион (2008).
- Бронзовый призёр чемпионата мира (1994).
- Победитель Мировой лиги (2008).
- Чемпион NORCECA (2003, 2007).
- Серебряный призёр Панамериканских игр (1995).
- Обладатель Кубка Америки (2007).

### В клубной карьере
- Серебряный призёр чемпионата Японии (1999).
- Чемпион Италии (2001/02), серебряный призёр чемпионата Италии (2002/03).
- Чемпион Греции (2004/05), серебряный призёр чемпионата Греции (2005/06).
- Обладатель Кубка (2004) и Суперкубка Греции (2005).
- Чемпион России (2006/07, 2008/09, 2009/10, 2010/11), бронзовый призёр чемпионата России (2007/08).
- Обладатель Кубка (2007, 2009) и Суперкубка России (2010).
- Победитель Лиги чемпионов (2007/08), финалист Лиги чемпионов (2002/03, 2004/05, 2005/06, 2010/11).
- Обладатель Кубка Европейской конфедерации волейбола (2003/04)
- Бронзовый призёр чемпионата мира среди клубов (2009).
- Участник матчей звёзд Италия — сборная мира (2000, 2001); матчей звёзд России (2008, 2009, 2010, 2012).

### Личные
- Лучший подающий Кубка мира (1995).
- Лучший связующий Кубка мира (1999).
- Лучший волейболист США (1998).
- Лучший связующий «Финала четырёх» Лиги чемпионов (2004/05, 2010/11).
- Самый ценный игрок Мировой лиги (2008).
- Лучший связующий Мировой лиги (2008).
- Лучший игрок чемпионата России — обладатель приза Андрея Кузнецова (2009).
- Рекордсмен студенческой лиги США по количеству передач и эйсов (1991).
- Рекордсмен сборной США (дебют в национальной сборной в 17 лет).
- В 2015 году принят в волейбольный Зал славы в Холиоке[8].

## Интересные факты
- За сборную США Ллой Болл сыграл более 400 матчей, в течение 10 лет был её капитаном.
- Любимая фраза Ллоя Болла — «Я стар, как динозавр»[9].
- После победы на Олимпиаде в Пекине Ллой Болл в соавторстве с журналистом Блэйком Себрингом выпустил автобиографическую книгу под названием «Самая большая ошибка, которую я не совершил». Её название обыгрывает историю о том, как автор в юности отклонил предложение Бобби Найта о переходе в баскетбол[10].
- В период выступлений за казанский «Зенит» Ллой Болл являлся единственным иностранным игроком в российской Суперлиге, выполнявшим функции капитана одной из её команд.
- Ллой Болл по окончании сезона 2010/2011 сообщил о завершении карьеры игрока, однако 5 июля 2011 года стало известно, что он заключил контракт сроком на один год с уфимским волейбольным клубом «Урал»[7][11][12].